# Redlands (Californie)
Pour les articles homonymes, voir Redlands.
Redlands est une municipalité américaine située dans le comté de San Bernardino, en Californie. La population de la ville était estimée à 69 941 habitants en janvier 2007.

## Géographie

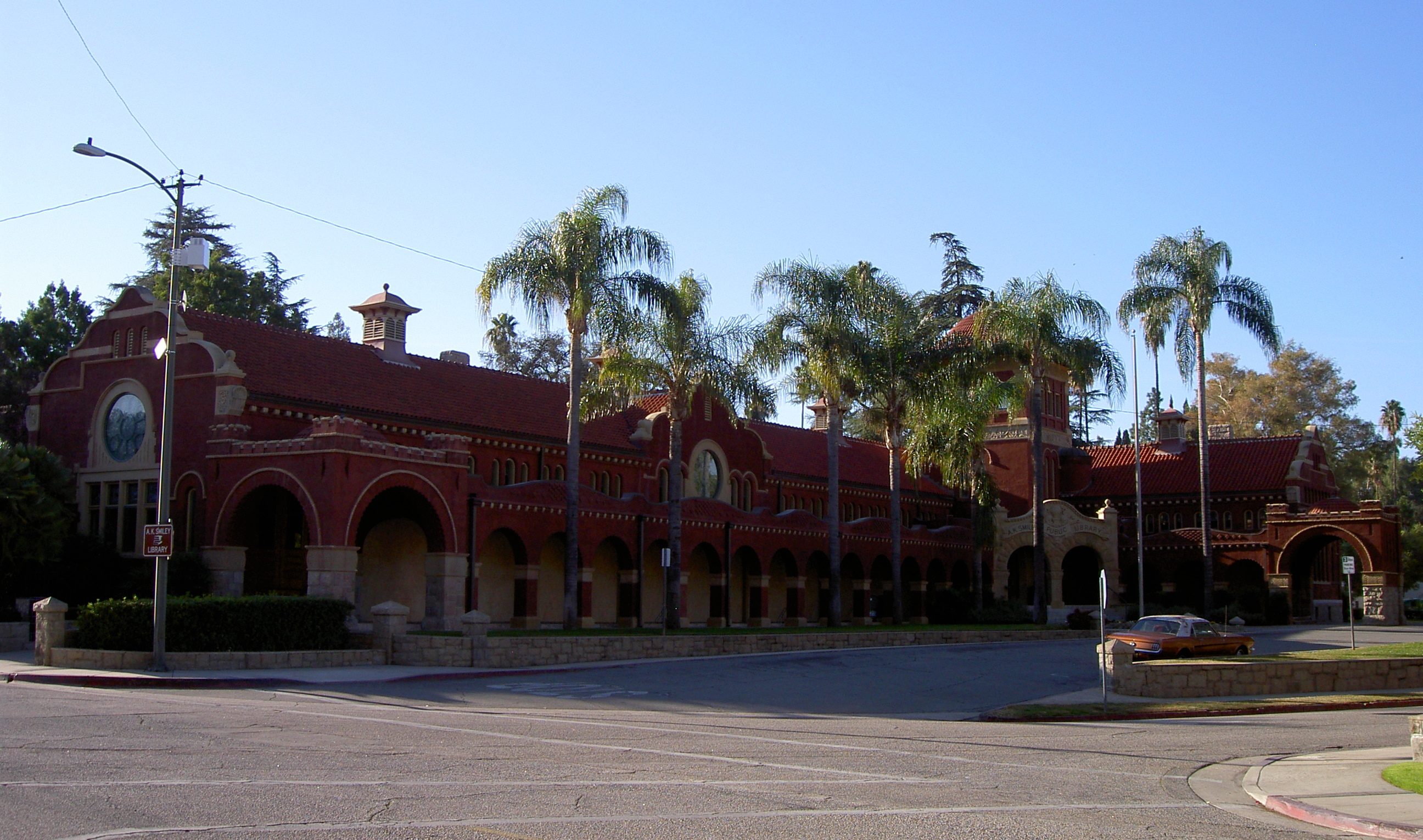
Bibliothèque publique A.K. Smiley

## Histoire
Les indiens Cahuilla y habitaient. En 1770, les espagnols créent le premier village, Guachama, par Pedro Fages et Francisco Garcés.
En 1880, les rails de la the Southern Pacific passent par la commune.

## Personnalités liées à la ville
- Lil Xan (né en 1996), rappeur.

## Démographie
| 1890  | 1900  | 1910   | 1920  | 1930   | 1940   |
| ----- | ----- | ------ | ----- | ------ | ------ |
| 1 904 | 4 797 | 10 449 | 9 571 | 14 177 | 14 324 |

| 1950   | 1960   | 1970   | 1980   | 1990   | 2000   |
| ------ | ------ | ------ | ------ | ------ | ------ |
| 18 429 | 26 829 | 36 355 | 43 619 | 60 394 | 63 591 |

| 2010   | - | - | - | - | - |
| ------ | - | - | - | - | - |
| 68 747 | - | - | - | - | - |

## Jumelages
Linli (Chine)
 Hino (Japon)
 San Miguel de Allende (Mexique)